# Casa consistorial de Ágreda
El ayuntamiento de Ágreda es un edificio situado en la Plaza Mayor de la villa de Ágreda, provincia de Soria, Castilla y León, España.

## Historia

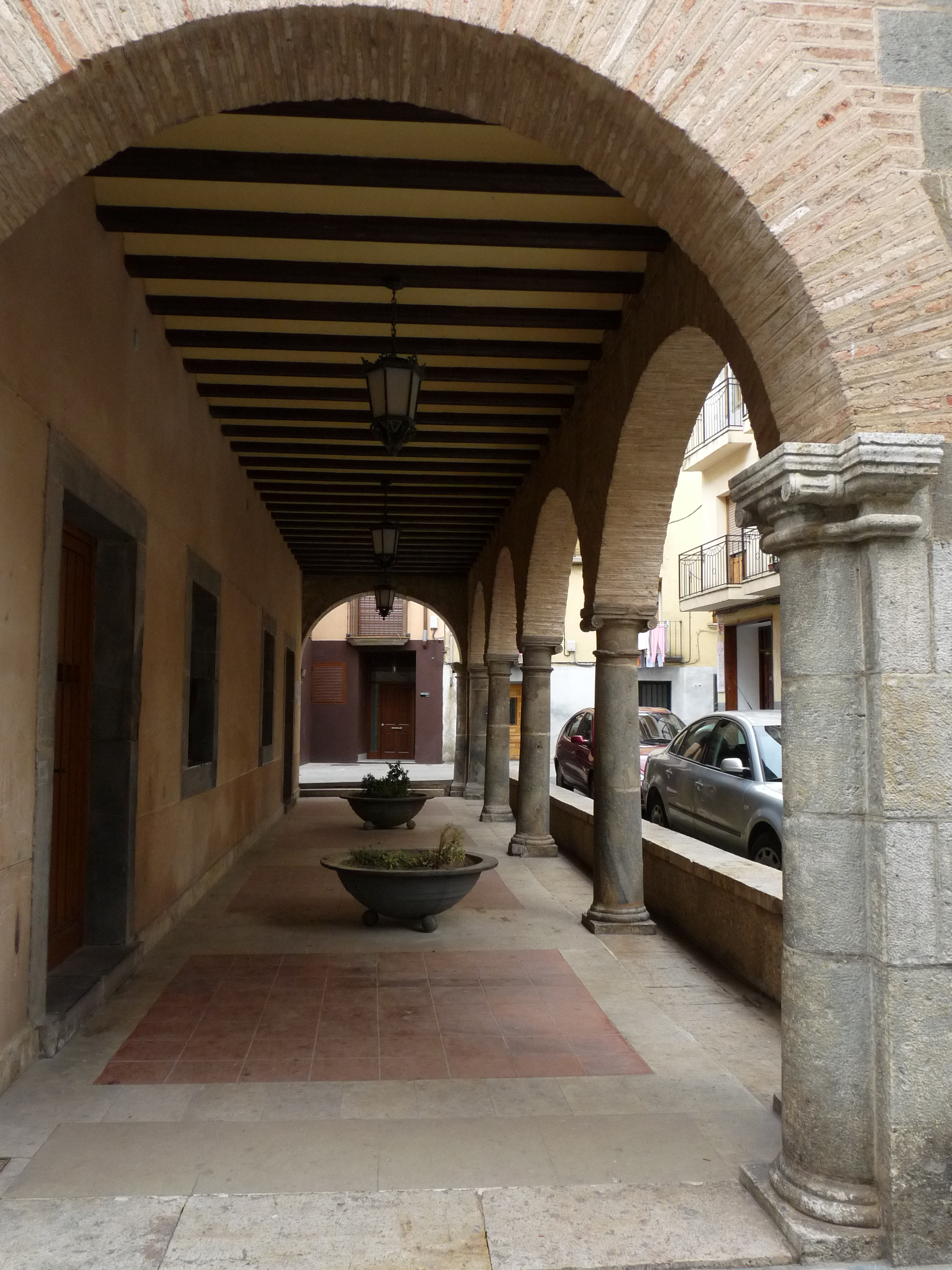
Vista lateral

Antes de la existencia del palacio, Ágreda contaba con un sistema de gobierno democrático basado en un consejo en el que participaban los «Seises», es decir, las seis parroquias de la localidad: iglesia de San Miguel, iglesia de San Pedro, iglesia de la La Peña, iglesia de San Juan, iglesia de Nuestra Señora de Yanguas y la iglesia de Magaña. El concejo se reunía a campaña tañida, según costumbre, en el atrio de la iglesia de San Miguel.
El ayuntamiento fue erigido en lo que era el barranco de la Lobera, barranco que fue cubierto para su habilitación como plaza de la localidad en 1531.
El edificio del ayuntamiento es un palacio renacentista del siglo XVI que perteneciera a los Castejones.
En 2023 el inmueble fue declarado bien de interés cultural, con la categoría de monumento.

## Características
El edificio es un patio central de tres arcos, con galería de arcadas jónicas en la parte alta, rematado con torretas de ladrillo en las esquinas.